# Jozef Brunovský
Jozef Brunovský (2. února 1922 Untersiebenbrunn – 23. srpna 2010 Bratislava) byl slovenský partyzán, československý generál, politický vězeň a ředitel stavebního závodu.

## Život

### Před druhou světovou válkou
Jozef Brunovský se narodil 2. února 1922 v dolnorakouském Untersiebenbrunnu Vítu Brunovskému a Anně rozené Kotesové. Osmiletou základní školní docházku ukončil v roce 1936 a do roku 1942 pracoval jako lesní dělník.

### Druhá světová válka
V roce 1942 byl Jozef Brunovský povolán do slovenské armády a odeslán do bojů na východní frontě. V roce 1943 zběhl u Melitopolu do sovětského zajetí, internován byl v Usmani. Na přelomu let 1943 a 1944 byl v Jefremově přijat do 1. československého armádního sboru a zařazen na pozici velitele minové čety. Absolvoval partyzánský kurz a byl postupně povýšen do hodnosti podporučíka. Po vypuknutí Slovenského národního povstání byl zařazen jako náčelník štábu do 21 členné výsadkové skupiny vedené Iľjou Danilovičem Dibrovou. Jejím úkolem bylo rozvinout partyzánské hnutí na západ od povstaleckého území až do prostoru Protektorátu Čechy a Morava. Skupina přistála 16. září 1944 u Žabokrek a poté se vydala na moravsko-slovenské pomezí západně od Nového Mesta nad Váhom. Během přesunu zorganizovala několik menších místních partyzánských skupin, absolvovala několik menších bojů s Němci a nakonec se spojila s partyzánskou skupinou pod velením Miloše Uhra, čímž vznikla 2. československá brigáda Josifa Vissarionoviče Stalina. Jejím velitelem se stal I. D. Dibrova, náčelníkem štábu Jozef Brunovský, sídlo v osadě Hlavina. Po zranění I. D. Dibrovy byl dne 14. října 1944 Jozef Brunovský ustanoven velitelem brigády. Pod tlakem Němců byla brigáda nucena opustit plány na přesun na Moravu, rozptýlit se a přesunout se na severozápadní Slovensko. Též ztratila spojení s Rudou armádou. Její štáb se pod velením Brunovského přesouval mezi menšími partyzánskými jednotkami a snažil se řídit a koordinovat jejich činnost. V čase přiblížení se fronty provedla brigáda osvobození několika západoslovenských obcí. Brunovský sám se účastnil osvobozování Pajštúna a Stupavy dne 7. dubna 1945.

### Po druhé světové válce
Po skončení druhé světové války pracoval Jozef Brunovský krátce na Ministerstvu národní obrany. V roce 1946 byl demobilizován a jmenován národním správcem v továrně Piesch v Pezinku. I jako voják v záloze byl povyšován až do hodnosti kapitána. Po komunistickém převratu v únoru 1948 byl zbaven funkce národního správce a v roce 1950 degradován. Společně s bratrem byl v roce 1952 zatčen údajně pro protistátní činnost a vězněn až do roku 1958, kdy byl propuštěn na podmínku. V roce 1964 byl rehabilitován a v roce 1967 se stal ředitelem stavebního závodu státních lesů v Bratislavě. Po pádu komunismu v roce 1989 byl k 1. květnu 1990 povýšen na generálmajora a působil jako předseda ústředního výboru slovenského Svazu protifašistických bojovníků.

## Vyznamenání
- 1944 Medaile partyzánu vlastenecké války
- 1945 Československá medaile Za chrabrost před nepřítelem
- 1946 Československý válečný kříž 1939
- 1946 Československá medaile za zásluhy I. třídy
- 1946 Řád Slovenského národního povstání I. třídy
- 1948 Řád bratrství a jednoty II. třídy
- 1965 Řád rudé hvězdy
- 1991 Řád Milana Rastislava Štefánika III. třídy
- 2004 Řád Ľudovíta Štúra
- Medaile za vítězství nad Německem ve Velké vlastenecké válce 1941–1945